# Oberea curialis
Oberea curialis es una especie de escarabajo longicornio del género Oberea, subfamilia Lamiinae. Fue descrita científicamente por Pascoe en 1866.
Se distribuye por China, Indonesia y Malasia. Mide 15-22 milímetros de longitud. El período de vuelo de esta especie ocurre únicamente en el mes de marzo.